# Малый Самовец (Воронежская область)
Малый Самовец — посёлок в Верхнехавском районе Воронежской области.
Административный центр Малосамовецкого сельского поселения.

## География
Находится вблизи административной границы с Добринским районом Липецкой области.

### Улицы
- ул. Блюхера,
- ул. Ленина,
- ул. Молодёжная,
- ул. Садовая,
- ул. Тухачевского,
- ул. Школьная,
- пер. Колхозный.

## Население
| 2000 | 2005 | 2010 | 2012 | 2013 | 2014 | 2015 | 2016 | 2017 | 2018 |
| ---- | ---- | ---- | ---- | ---- | ---- | ---- | ---- | ---- | ---- |
| 436  | ↗441 | ↘291 | ↘280 | ↘273 | ↘262 | ↘252 | ↘244 | ↘230 | ↘215 |

## Инфраструктура
Администрация поселения.
Сельское отделение почтовой связи Малый Самовец 396127
Памятник погибшим односельчанам.

## Транспорт
Автодорога регионального значения 20 ОП РЗ Н 7-7 «Верхняя Хава — Малый Самовец».